# 波多野結衣悠遊卡事件
2015年8月至9月間，臺灣電子票證業者悠遊卡公司发行以日本AV女優波多野結衣為封面的悠遊卡。此款悠遊卡分別推出波多野結衣身穿黑衣的「惡魔」造型、以及身穿白衣的「天使」造型兩種版本，而悠遊卡銷售的收入將會捐贈給慈善機構。然而悠遊卡公司決定使用波多野結衣形像的消息傳出後，立刻引起臺灣輿論及新聞媒體的熱烈討論。主要意見在於考慮到波多野結衣在日本從事AV女優這一特殊行業，使得將其照片作為悠遊卡封面有許多爭論之處。
在面臨許多反對意見後，悠遊卡公司曾經一度考慮撤回這批具有爭議的悠遊卡。事件因「天使」造型版本的圖片出處被發現為成人影片的封面照片而進一步發酵，悠遊卡公司一度指將推出重新設計的「天使」造型，但不了了之，兩款悠遊卡最終按原定計畫於9月1日推出，惟改為只接受電話預購。

## 背景與發想

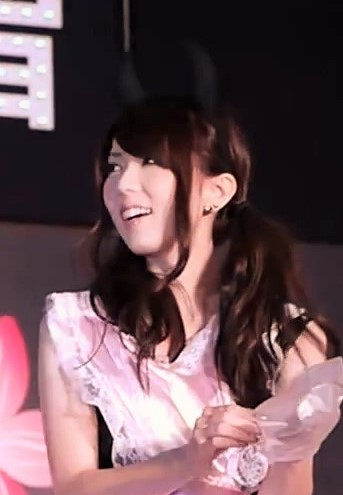
在這次事件中引起討論的波多野結衣

悠遊卡公司過去為了推廣可以在臺北捷運和臺北市市區公車等處使用的悠遊卡，每年會與運動員、藝人和政客合作推出約60款紀念版肖像悠遊卡。悠遊卡的發卡量已經超過5,400萬張，而不少民眾基於收藏理由更會購買紀念套卡。2015年3月，時任臺北市市長柯文哲要求悠遊卡公司董事長戴季全在一年內，將悠遊卡的交易金額從原先的499億元翻倍到1000億元。不過與此同時，一卡通票證公司發行的一卡通計畫在9月1日可以在臺北捷運與臺北市公共自行車租賃系統平臺上使用，高雄捷運則是計畫在2015年7月全數設置成多卡通單一閘門。其中一卡通票證公司亦在7月時採取產學合作的方式，由學生設計融合一卡通的經營理念的虛擬代言人魔法少女小帕。
波多野結衣過去在日本是默默無名的二線女優，2011年3月發生日本東北地方太平洋近海地震時，日本媒體一度大幅報導她在海邊拍色情片時失蹤而溺斃。2011年9月29日，波多野結衣與大槻響受邀前來臺灣舉辦感謝祭，表達感謝臺灣對於東日本大震災的幫助，在華文媒體報導下使得她很快獲得極高人氣。之後在相貌美麗以及宣傳效應推廣，使得波多野結衣的人氣在亞洲地區不斷增加，不少粉絲對於其個人形象抱持正面看法；而其在臺灣的知名度效益更超過許多重要明星，她還曾經為臺灣遊戲公司艾玩天地代言。之後波多野結衣一方面在日本陸陸續續拍攝了1,200多部色情片，並且贏得2014年成人廣播獎年度最佳女優獎；另一方面在臺灣則積極轉型成藝人，並與李康生共同主演電影《沙西米》。波多野結衣得知這份工作機會後，則表示對於自己有機會回報臺灣的朋友感到期待與開心。

## 人物爭議

### 肖像授權
戴季全表示，一開始並不認識波多野結衣，直到注意到「暗黑林志玲」稱號後才知道兩者為同一人。而關於此案，戴季全則表示其底線為符合中華民國法律，不過他本人考量到波多野結衣在臺灣以及網際網路上有著極高人氣和廣大知名度，以及其人形象清新且唯美，因此認為這樣的悠遊卡商品能夠獲得社會大眾的關注。
其中由臺灣攝影師拍攝4個系列主題，這之中便包括有讓波多野結衣穿著白色和黑色的低胸與露背連衣裙的天使和惡魔主題造型之照片，並且把圖像素材提供給悠遊卡公司挑選。但由於悠遊卡公司對於在臺灣拍攝的天使系列作品中並沒有青睞的照片，而只在惡魔造型中找到理想版本的照片，因此東櫻創意行銷向日本經紀公司請求重新授權。日本經紀公司方面則依照全新且未曝光的要求，決定提供不曾在日本以外的亞洲地區授權發表過的圖像。
不過在過去名人悠遊卡通常一款不會發行超過5,000張，而悠遊卡公司內部評估能賣到上萬張者僅有樂團五月天或歌手周杰倫等少數藝人；而在這系列悠遊卡發行前，只有棒球手王建民在最著名的時候曾發行過1萬5千套悠遊卡，但是當時採取分成三個時期、而個別發行5,000套不同版本的做法。同時悠遊卡公司還定調此次販售的悠遊卡為公益性質，卡片的販售盈餘在扣除必要的管銷費用後會捐給台灣兒童暨家庭扶助基金會、靖娟兒童安全文教基金會以及行無礙資源推廣協會。

### 照片爭議

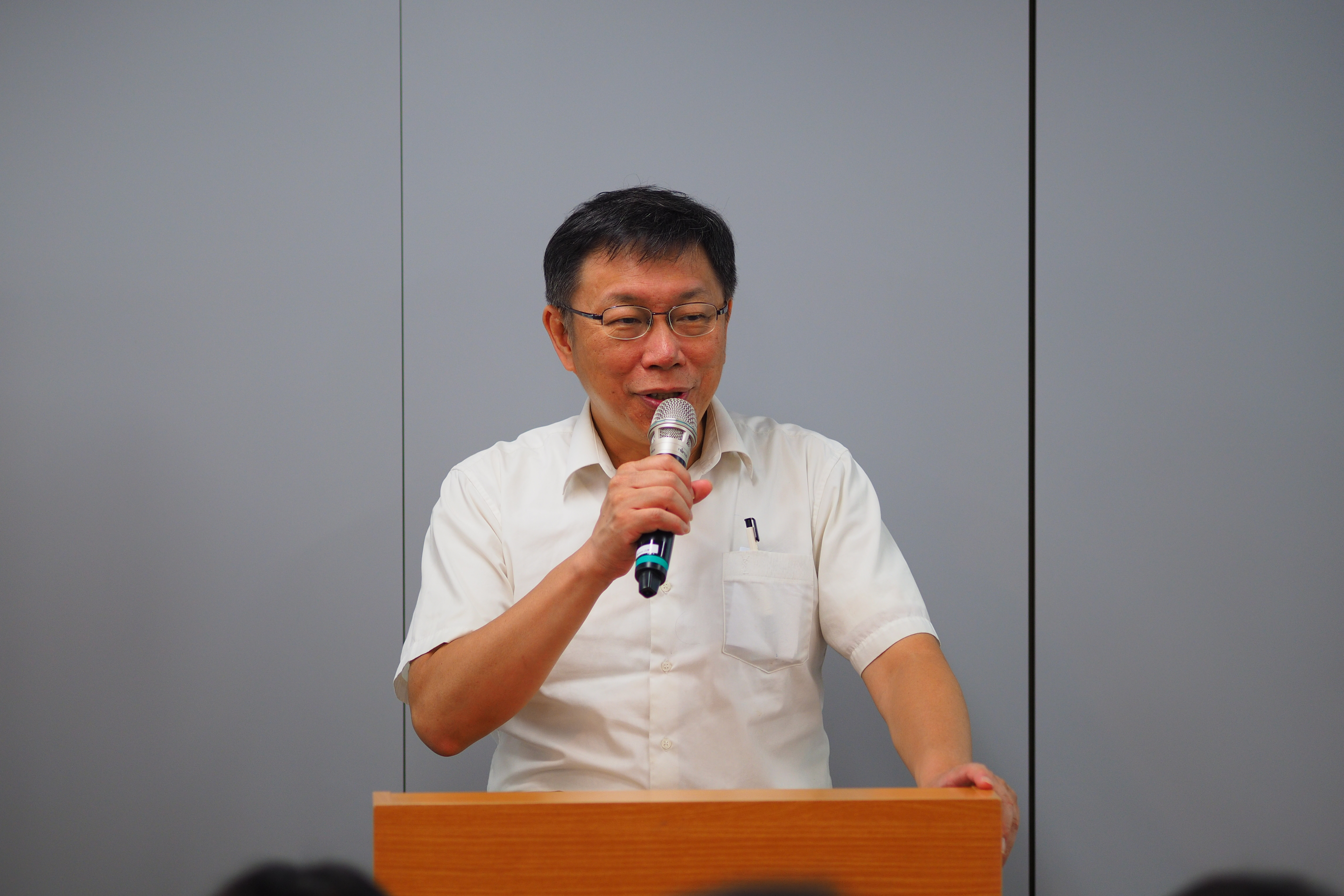
臺北市市長柯文哲在接受採訪時，表示此事全部交由悠遊卡公司處理。

外界隨即質疑悠遊卡公司發行印有AV女優照片的新卡片，其圖片內容可能有過度裸露等疑慮，而與原本悠遊卡公司所要傳達的公益形象不符合；同時批評者認為透過便利超商和網際網路等通路販售，將使得未成年族群可以輕易購買這套卡片。26日上午，時任臺北市市長柯文哲在里長座談會上接受新聞媒體詢問波多野結衣照片使用在悠遊卡一事時，表示自己並不認識波多野結衣；不過事前要求悠遊卡公司董事長戴季全業務成長要達到100%，後續做法將會全權交由其處理而不會干涉，也因此他本人並不知道悠遊卡公司的計畫詳情。柯文哲也表示過去統計指出使用悠遊卡的女性有65%至70%，相比之下男性較少搭乘公共運輸，不過他也不確定戴季全的做法是否有效。
同時悠遊卡公司也首度表示將在9月1日正式舉辦記者會，同15,000套、包含兩張悠遊卡的套裝卡片將會正式透過便利商店開放預購。不過之後則有網友在批踢踢八卦版上貼文表示，發現在悠遊卡公司公布的兩款悠遊卡中，其中「天使」造型的白色洋裝照片是波多野結衣過去色情片的作品封面照，而與原先悠遊卡公司所表示由攝影師拍攝的說法不同，這個消息一傳出立刻引起許多人討論熱議。在對於這件消息進行查證後，當天晚上發言人林筱淇表示將會暫緩引起爭議的波多野結衣天使造型公益悠遊卡的上架作業，計畫在重新設計後另外推出新版本。不過臺北市議會議員開始針對波多野結衣限量悠遊卡事件，除了質疑悠遊卡公司董事長戴季全是否適任外，也認為戴季全應該公開道歉。

### 發表聲明
在8月27日上午10時，悠遊卡公司董事長戴季全、東櫻創意行銷有限公司的社長鈴木光壹和波多野結衣經紀人呂季樺在悠遊卡公司總部召開記者會，針對因為授權上的認知落差而引起爭議的「天使」造型肖像照片鞠躬道歉；而東櫻創意行銷有限公司表示之後將會把照片撤下並且安排重新拍攝，但是他亦否認波多野結衣擔任悠遊卡代言人的消息。而悠遊卡公司董事長戴季全回應表示，有考慮附帶購買此款悠遊卡必須符合年滿18歲以上等條件以避免家長的擔憂，但是有關通路選擇、銷售條件等具體實施辦法則會在整合各界意見後，重新評估並且研擬適當的處理方式；同時戴季全還提到未來在名人肖像悠遊卡的規劃作業時會更為謹慎小心，並且強調曾用於其他產品的照片已經獲得經紀公司授權而沒有侵權問題。
波多野結衣在Facebook上張貼的照片，隨即獲得許多粉絲聲援並且要其不要在意反對言論。這次事件儘管未獲日本主流媒體報導，在網際網路上則有許多引用來臺灣新聞的討論，而對此日本方面網友亦有不同的看法。而波多野結衣在透過東櫻創意行銷有限公司的工作人員獲知風波後，也特別以日語擬定聲明並且透過經紀人對外發表，之後該份聲明稿亦提供漢語做為翻譯參考。其中聲明內容中感謝臺灣朋友、粉絲、新聞媒體長期以來的支持，同時還表示透過聲明只想要將自己的真情和心意讓臺灣朋友理解，而並沒有其他用意。不過對於這次意外引起的爭議，她則在聲明稿中表示：
| “            | 而我也非常了解，或許因為我在日本的職業是AV女優，所以有相反的意見產生因為我的職業是AV女優而會持有反對意見的朋友也有在。只因為我是AV女優，難道我不能參與善意的活動貢獻於社會嗎？難道我不能對於我愛的台灣付出行動來報恩嗎？ | ” |
| ——波多野結衣 | |   |

而在下午，悠遊卡公司表示波多野結衣「惡魔」造型公益悠遊卡計畫將發行15,000張，並將依照原定時間表在9月1日上架；而另一款「天使」造型版本則由於版面重新設計的緣故，因此預計發售時間將改為9月中旬（新設計的版本最終沒有推出）。悠遊卡公司將兩款悠遊卡定價每張250元，銷售通路包括有全家便利商店、萊爾富、OK超商三家便利商店，而這系列悠遊卡並不限定年齡購買。而針對因為帶來爭議而暫緩上架的「舊版天使造型」，悠遊卡公司則表示總數15,000張的舊版天使造型悠遊卡因為版權合法且未曾在臺灣使用，因此計畫將限定由透過網際網路而在Yahoo!奇摩上獨家販售，每張訂價同樣也是250元，並且發售完後將不會再版。不過露天拍賣網站上亦出現天使造型的波多野結衣悠遊卡，很快地網友喊價超過40,000元；對此悠遊卡公司發言人表示接受媒體訪問時有從倉庫調出數十套悠遊卡作為拍照樣本，事後悠遊卡公司清點時則有8套悠遊卡遺失，之後則陸續追回。

### 連署批評

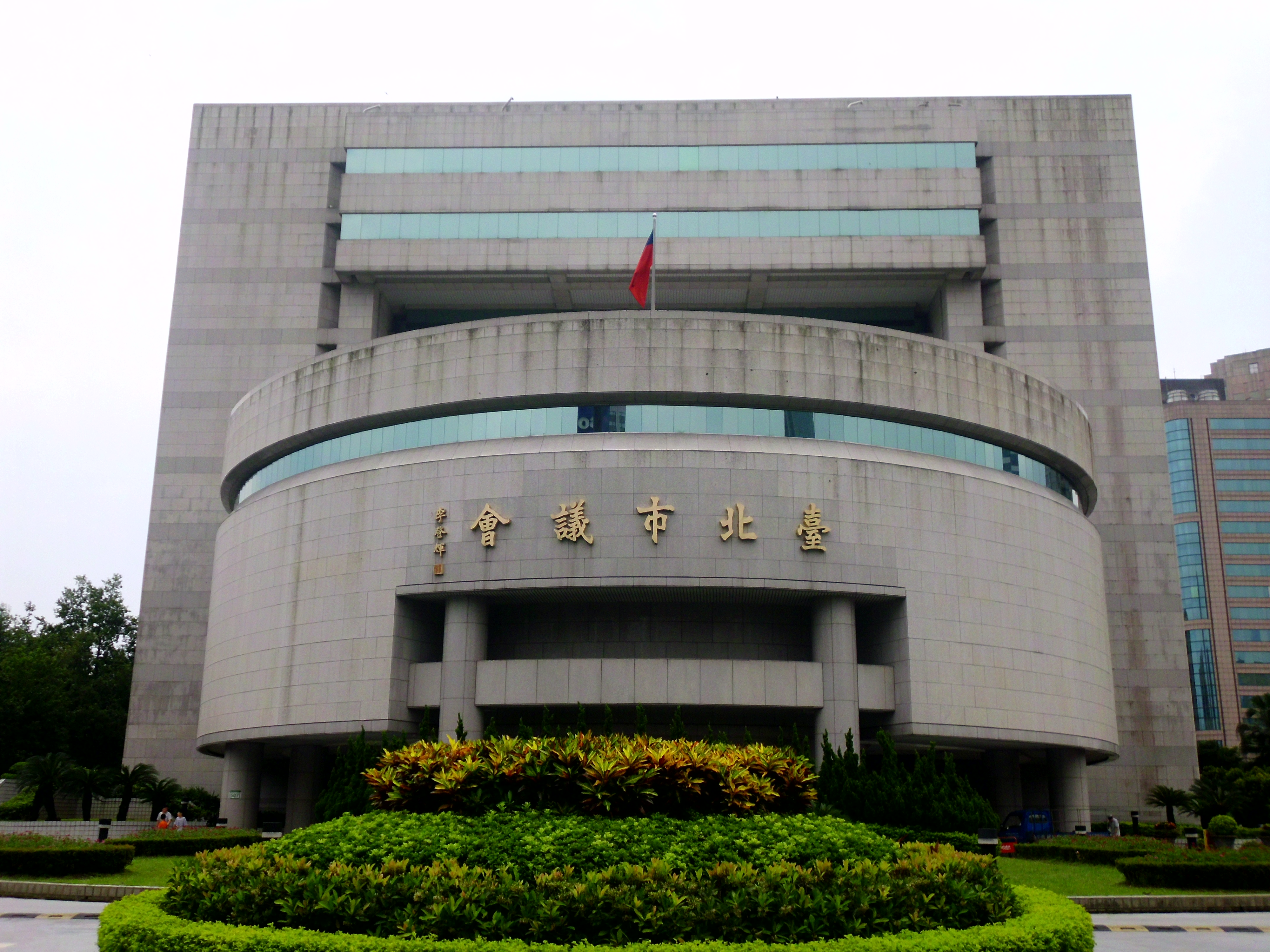
臺北市議會多名議員隨即針對這次事件發表聲明。

不過中國國民黨籍臺北市議會議員王鴻薇、李彥秀、李新和徐弘庭等人在下午亦召開記者會，批評悠遊卡公司邀請AV女優製作悠遊卡，仍然硬是聲稱是「唯美、清新」形象。對此要求全面停售這系列悠遊卡的發行計畫，並要求臺北市市長柯文哲負起責任，命令悠遊卡公司董事長戴季全下台以示負責。其中王鴻薇表示辦公室已經接獲許多父母投訴，並提到悠遊卡公司聲稱發行波多野結衣形象的悠遊卡是為了公益用途，但是都無法說明要捐贈給哪些社會福利單位；而對外宣稱的捐贈對象兒童福利聯盟則表示事先不知情也不會接受捐贈，因此要求悠遊卡公司應該立刻公布所要捐贈的公益團體。
而在當天晚間，臺北市議會議員梁文傑則在Facebook上發文表示，包括自己和洪健益、阮昭雄、高嘉瑜、黃向羣、顏若芳、王閔生、王威中、謝維洲、陳慈慧、許家蓓、李建昌、李慶鋒、吳思瑤、簡舒培共15位民主進步黨籍議員已經聯署，要求悠遊卡公司9月1日停止發售此款悠遊卡，並且在議會開議後針對此案提出報告。其中參與聯署的議員認為悠遊卡具有社會公益性質，悠遊卡公司也不是以利潤為唯一目的的民營企業，基於其代表臺北市形象的立場並不適合成為宣傳色情片演員的平臺，同時悠遊卡公司並未說明此計畫的公益性以及所要捐贈的社會團體對象。與此同時，包括台灣女人連線和台灣展翅協會也呼籲悠遊卡公司停止製作發行這一系列悠遊卡。
在當天晚上，波多野結衣也在Facebook上留言表示等待事件平靜後，將會跟社會大眾說明自己的想法。很快地這篇貼文獲得大量網友前往按讚，並且分別以漢語或日語留言聲援並且表達支持。而對於此事，臺北市市長柯文哲在8月28日則表示並沒有直接跟戴季全討論過，但是作為大股東的臺北市政府已經安排其進行業務報告，相關處理方式他交由則由戴季全主導的悠遊卡公司自行處理。同時他認為此次問題是董事會邀請其說明的問題，而個人並不傾向以個案的方式解決，但是他認為必須解決當前悠遊卡公司的公營和民營定位之問題。

## 如期推出

### 超商拒賣
在面臨許多反對意見後，悠遊卡公司曾經一度考慮撤回這批具有爭議性的悠遊卡。但是在8月28日經過公司內部開會討論後，悠遊卡公司決定繼續按照計畫推出印有波多野結衣照片的悠遊卡。同時在8月28日，悠遊卡公司表示波多野結衣共計三款悠遊卡卡片的販售餘額，將捐款給台灣兒童暨家庭扶助基金會、靖娟兒童安全文教基金會以及行無礙資源推廣協會。不過之後由於悠遊卡公司發言人林筱淇在上午前往臺北市議會，並且提供49套爭議的悠遊卡發送給議員，引起臺北市議會議員簡舒培在Facebook上質疑試圖以兩張未上市的卡片收買的嫌疑。林筱淇在悠遊卡媒體群組內澄清，是有議員向悠遊卡公司索取，因此基於在召開議會前的問政需求，才決定提供每位議員可以拿取約三套悠遊卡，不過基於需要授權為由拒絕公開提供悠遊卡的議員名單。
不過便利商店業者則是接連表態不販賣波多野結衣悠遊卡，其中首先拒絕販售的統一超商表示擔心波多野結衣悠遊卡會引起顧客疑慮，在考量對於門市人員工作的負擔後一開始就沒有販售計畫，全家便利商店則是在召開會議後決定跟進不販售這系列悠遊卡。OK超商則表示同樣顧慮販賣後會有爭議，因此取消原本計畫在9月2日上架的「惡魔」造型悠遊卡計畫，但是會觀察市場需求以決定是否要引進。萊爾富則表示內部仍然在討論，不過暫時不會有販賣動作，而最終決定將在8月31日上午對外宣布。在原本商談上架的便利商店業者紛紛表示拒絕販售後，計畫準備上市的波多野結衣悠遊卡因而失去販售通路。對此部分期待藉此收集波多野悠遊卡的民眾則感到失望，亦有網友批評便利商店販售的部分成人雜誌相對更為色情許多，不過反對意見則認為有疑慮的商品本來就不適合上架販售。
到了8月29日上午，柯文哲在接受新聞媒體採訪時表示建議悠遊卡公司可以推出新款悠遊卡，而民眾很快便會忘記風波。而戴季全在下午前往臺北東區出席「Easy我行、讓愛悠遊：悠遊卡x伯大尼築夢家園公益記者會」時，接受媒體採訪表示，悠遊卡公司仍然持續洽談通路，並且有可能改以網際網路販售為主，不過最後的決定仍等待8月31日才會決定。而對於外界呼籲戴季全為這次爭議請辭負責，戴季全表示，當前是盡量努力傾聽意見並且尊重不同看法，悠遊卡公司則會將這些意見作為事後討論的方向。
不過在新聞媒體採訪過程中，愛德曼公關公司總經理杜光凱揶揄記者「媒體快追喔，不要跌倒喔，不然會吃到狗屎」，引起許多記者不滿；對此，悠遊卡公司發言人林筱淇表示，杜光凱的不當發言只是為了提醒記者小心安全，已經請愛德曼公關公司要求杜光凱致電向媒體道歉。在便利商店一致宣布不販售、悠遊卡公司沒有公布確切銷售通路的情況下，許多想要購買此款悠遊卡的網友紛紛在悠遊卡公司的Facebook專頁詢問購買方式，並且列出列出建議考慮發行的人選名單。

### 電話預購
為了這次事件，柯文哲先是請教前中華民國國家安全會議副秘書長張榮豐從國際觀點分析的意見。張榮豐建議，儘管色情產品全世界都有、但是不宜把私人事情拿到公共事務上，對此柯文哲本人也同意此看法。而柯文哲在詢問臺北市政府文化局局長倪重華意見時，倪重華表示，等波多野結衣之後不再演出色情片後，再登上悠遊卡封面即可。
悠遊卡公司原計劃9月1日如期正常發行惡魔卡，同時原版天使卡將在網路通路獨家販售，並將加碼推出新版天使卡1.5萬張，即三款卡合共發行4.5萬張。柯文哲最終對此表示“這種事還是不對的”、“絕對不允許他們公開販售”。他要求已經印好的共三萬張惡魔和天使悠遊卡不可以公開販賣，同時不得應銷路要求加印、以及不推出「新版天使造型」悠遊卡。同時柯文哲亦表示，悠遊卡公司在推行這一系列波多野結衣悠遊卡時，除了並沒先行告知臺北市政府外，在事件爆發後臺北市政府也只能透過40%的董事表達意見，對此他希望能夠盡快結束這次事件並且不讓其再度發生。
悠遊卡公司之後則表示，引發爭議的波多野結衣悠遊卡將設置發行門檻，目前3萬張公益悠遊卡不會透過任何實體通路或網際網路等通路公開上架販售；而原本計畫的新版本天使造型悠遊卡雖然已經完成設計，但是後續不會繼續製作以及販售。悠遊卡公司之後宣佈在9月1日凌晨0時採取電話預購方式，販賣1萬5千套波多野結衣公益悠遊卡，每套均有一張天使卡及一張惡魔卡。消費者透過電話預購並且提供基本資料，1人僅限購4套。悠遊卡公司之後會告知訂購編號並批次發送簡訊確認，購買者在9月3日以前完成轉帳付款，在確認之後便會寄送限量悠遊卡。9月1日0時正式开放电话预购，4时18分售罄，据统计购卡专线共有700万通电话涌入。不久在网络上就可以看到有人以几倍的价格拍卖波卡。

## 府會對立
民主進步黨籍臺北市議員高嘉瑜聽聞在波卡正式公開發售之前，臺北市政府高層即人手一套，並有人替親朋好友索討並大量圈購。高嘉瑜於9月3日發函悠遊卡公司要求提供波卡製作數量、電話公開銷售數量以及其它用途（如公關）數量。9月9日，悠遊卡公司回函稱波卡共製作15,000套（30,000張），公眾電話訂購12,005套，其它去向包括：公司員工訂購500套，公司公關用途1000套以及公共團購約1500套。高嘉瑜將這一回函貼在她的臉書上，質疑悠遊卡公司“暗槓”5分之1波卡的公平性和正當性，並要求公佈公關名單及標準。
9月16日，臺北市政府原定上午11點公佈索取波卡名單，拖延至12點半以後送達，且未公佈完整名字。中國國民黨籍臺北市議員徐弘庭質疑柯文哲袒護戴季全，說「馮光遠有一天一定會說你跟戴季全有特殊性關係」，柯文哲怒而槌桌，議場秩序大亂。議長吳碧珠與國民黨黨團和民進黨黨團協商後，以府會關係不和諧為由宣布散會；吳碧珠並批評，市政府延遲送達波卡名單而不通知，最後送達的名單不清不楚，這是欺瞞、藐視議會的行為。17日，經黨團協商後，市議會作出決議，要求柯文哲在下次質詢與答覆前正式道歉，另要求市政府以正式公函把波卡公關名單送到議會。吳碧珠並指出，此次事件因戴季全而起，柯文哲應該思考其用人哲學。
9月21日，柯文哲再次赴議會備詢，他先向議會道歉，在接受議員質詢時又表示已經要求戴季全辭職。22日晚，戴季全發出聲明稿，宣布辭去悠遊卡投資控股股份有限公司董事職務、悠遊卡股份有限公司董事及董事長職務。23日，林筱淇宣布辭去悠遊卡股份有限公司發言人職務。9月25日，悠遊卡投控公司與悠遊卡公司下午召開董事會，經董事推選，原悠遊卡控股董事長林向愷接任悠遊卡公司董事長，悠遊卡投控董事長則由臺北捷運公司董事長賀陳旦兼任，悠遊卡公司副總經理李志仁任代理總經理。另外，悠遊卡投控公司董事會決議退回波卡專案檢討報告，要求更完整的說明；林向愷表示將成立專案小組以協助監察院和檢調單位對波卡事件的調查。

## 調查與懲處
2015年9月1日悠遊卡電話銷售完畢，國民黨議員鍾小平赴臺北地檢署告柯文哲、戴季全涉犯背信、侮辱公署罪。鍾小平稱柯戴二人發行銷售波卡已經使臺北捷運的形象和運營受到影響，是為背信；二人恣意為之使臺北市政府蒙羞，是為侮辱公署。鍾小平認為柯戴二人不顧朝野議員反對執意銷售波卡，市議會立法權已經遭到閹割只好尋求司法救濟。臺北地檢署10月8日以證人身份傳喚了兩名悠遊卡公司工作人員。
9月23日，臺北市法務局消保官室主任消保官陳信誠在接受議員質詢時說，悠遊卡公司8月31日在其官網聲稱有1萬5千套波卡提供電話訂購，但事實上少了3千套，屬於廣告不實，已依據《消保法》要求悠遊卡公司改善，另外，依據《公平交易法》市府已經將此案移送公平會查察，若確實違法，可處5萬元至5千萬元罰款。2016年2月24日，公平交易委員會針對悠遊卡股份有限公司刊登電話預購「波多野結衣悠遊卡」活動廣告，就商品之數量為虛偽不實及引人錯誤之表示，違反公平交易法第21條第1項規定，處新臺幣50萬元罰鍰。

## 評論

### 職業形象

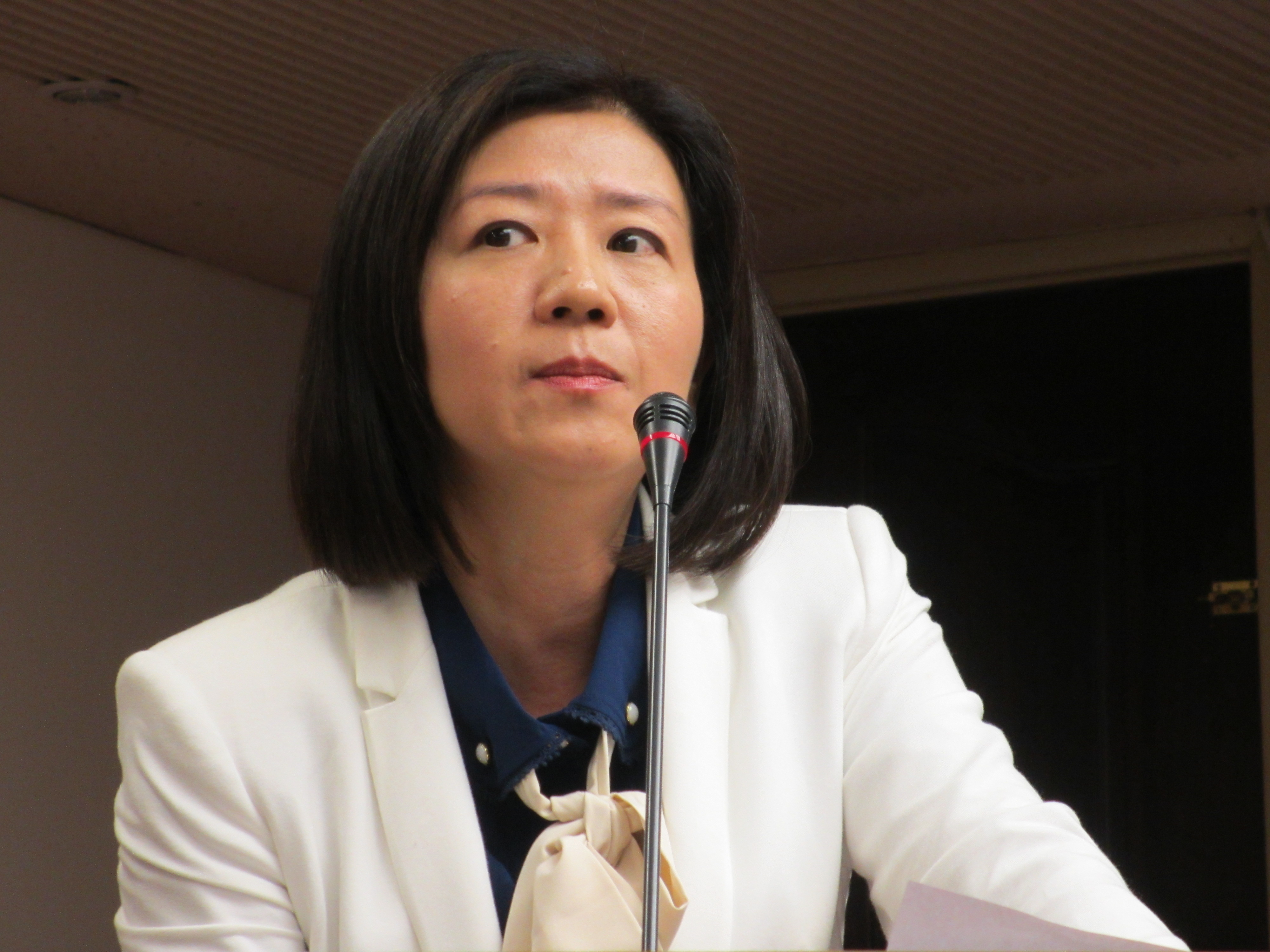
王育敏批評，儘管波多野結衣已經拍攝多部色情片，悠遊卡公司仍然要為此辯駁。

中國國民黨立法院黨團副書記長王育敏指稱，波多野結衣拍攝近1,200多部色情片，然而悠遊卡公司仍然表示這是健康、清新、唯美的做法，家長乃至於部分臺灣民眾完全沒有辦法接受這項說法；而儘管悠遊卡公司表示販售的金額將捐給公益團體，但是她指出，已經有公益團體出面否認，並且明確表明無法接受用AV女優封面販售獲得的資金。對此，王育敏表示，她代表中國國民黨立法院黨團要求悠遊卡公司不應該繼續販售這樣的悠遊卡，而由柯文哲指定的悠遊卡公司董事長戴季全必須負起完全善後的責任，柯文哲也應該就悠遊卡使用AV女優照片而向臺北市市民道歉。中國國民黨籍臺北市議會議員李彥秀則表示，柯文哲要求戴季全提高100%銷售量，這樣的做法確實能夠達到銷售目的，但是原先不認識波多野結衣的孩童也因而認識了；同時她認為，悠遊卡公司有40%以上的官股，因此應當要負起一定的社會企業責任。
前中國國民黨籍立法委員邱毅批評，柯文哲和戴季全使用的下流手法，完全汙穢了過去悠遊卡的優良公益形象；同時他還在政論節目上提到，這是透過性幻想以製造營業額。現代婦女基金會表示，悠遊卡公司屬於公營事業，卻透過納稅人的錢販賣性想像以刺激消費，並且最後以公益名義販售試圖模糊焦點；同時還認為，公營企業在營運時應該兼顧社會責任，而臺北市性別平等辦公室和行政院婦女權益促進委員會應該針對此案要求相關單位檢討修正，以在未來相關的廣告行銷中更具性別意識。一劍浣春秋指出，出身AV女優的波多野結衣在臺灣以轉型為目標，主要朝向電玩、電影、音樂產業發展，試圖以與日本不同的發展模式包裝成「清純、唯美」的形象；不過他也指出，日本對於色情片產品有很多限制，不太可能讓未成年民眾接觸，因此他認為這次悠遊卡行銷手法引起爭議也是正常的現象，但認為透過這個話題能夠成功吸引臺灣和日本的民眾搶購。
「宅神」朱學恒在Facebook上批評悠遊卡公司的說詞，對此表示：「悠遊卡公司可以瞎掰說波多野結衣在台灣形象清新唯美？是把我當白痴嗎？」不過音樂人許常德之後則於Facebook貼文，主張AV女優是有納稅的正當職業而不應當用清新等用詞評論，並且亦認為朱學恆批評波多野結衣的言論沒有理由。氣象主播李富城則在Facebook上批評波多野結衣是妓女，並表示：「台灣沒有你感恩的必要，日本很須（需）要你，回日本去拍片就好啦。」對此則有不少網友批評並質疑其評論的立場，之後更有與其同單位服役者表示李富城過去上班時便以色情片巴結長官。藝人天心則在Facebook上質疑悠遊卡公司邀請AV女優代言的做法，然而網友則抨擊其過去則是以裸拍寫真獲得名聲，對此天心則是刪除文章並且發文道歉。
律師呂秋遠則在Facebook上對於反對意見進行回覆，強調AV女優在日本是合法的職業，相對地臺灣絕大部分男性沒有支付版權費便透過這些色情片滿足慾望；對此他認為許多不在意過去欺騙民眾的政治人物，而是批評AV女優照片放在悠遊卡上一事。社會民主黨臺北市立法委員參選人苗博雅批評說，對於把波多野結衣照片印在悠遊卡上所引起的爭議都並非她本人的問題，而有問題的是把色情片演員不視為人看待的人，並認為最後由沒做錯事情的女性承擔凸顯出性別問題；不過她也認為悠遊卡公司此次的行銷活動，從開始就就僅計畫透過AV女優的爭議性以增加曝光度，而沒有思考要帶給社會的概念和價值。
過去支持女權主義的媒體人曲家瑞認為波多野結衣悠遊卡設計很美，並且公開支持波多野結衣並呼籲其不要在意外界眼光，認為因為自身有價值才會受到其他人批評。遊戲實況主「潔哥」李秉潔公開聲援波多野結衣，並且認為反對人士所稱的這款悠遊卡「會讓孩童不良發展」實際上是其本人的教育問題所造成的。《男人幫》國際中文版則在Facebook上舉辦「無限期支持波多野結衣！男人們（女人也行），用愛回報她吧！」活動以聲援波多野結衣，邀請網友於活動頁面上留言並且張貼波多野結衣照片以表達支持；《男人幫》國際中文版亦主張當人面對慾望時必須誠實和坦然，認為只有理解慾望並且審視與掌控慾望才能夠不讓慾望變成邪惡，同時認為家長能夠教導孩童正確的價值觀。

### 人物選擇
中國國民黨籍臺北市議會議員汪志冰認為悠遊卡公司為了擴大男性使用悠遊卡的比例並衝高業績，而特意另外投入資金邀請波多野結衣代言悠遊卡，然而此舉能否收到預期的效果儘管不得而知，但是她也提到政府單位對外發行的商品必需考慮公益性與普及性，因此應該要有基本的莊重，而不應當以爭議性的手段以吸引男性消費者和業績。
臺北市議會議員李新則批評臺北市政府並非商業團體，悠遊卡公司也不是純營利機構，即便可以運用多種新興的行銷手法和創意，但是認為不適合以引起社會爭議的方式進行行銷。
民主進步黨籍臺北市議會議員吳思瑤表示隨著公共部門的政策支持，使得悠遊卡公司營運據點快速增加，而悠遊卡業務也從傳統的交通票證擴充成為電子錢包；對此她認為如果是為了因應高雄市的一卡通競爭而提出對策，悠遊卡也不應當選擇藉由代言人物增加人氣的廉價操作，而應當重視提升服務品質與擴大回饋措施。
民主進步黨籍臺北市議會議員梁文傑則認為AV女優能夠拓展演藝空間並不是壞事，而邀請其代言也的確能夠造成話題性；但是他認為在波多野結衣拍攝的色情片仍然不能夠在臺灣販售，因此在尚未修改法律前由政府帶頭宣傳並不妥，同時他也表示搭乘臺北捷運的乘客有很多中小學生。之後他更進一步指出悠遊卡公司以前也找過形象健康的羅志祥和郭采潔免費代言並提供授權，而不認同這次另外提出高額價碼邀請AV女優，並且在爆發爭議後還表示其形象清新。
親民黨籍臺北市議會議員林國成在Facebook上表示悠遊卡公司因為有40%股份在政府部門而應屬於半公營企業，認為一般民眾已經將悠遊卡的形象和政策拿來代表臺北市政府，因此在做任何業務推廣或是形象廣告時都要特別謹慎；同時他也表示既然要發行公益悠遊卡則應當尋找不會起爭議的人選，然而悠遊卡公司在管理和危機處理上並未考量到代言人可能引起的爭議，不過他也強調AV女優的職業在這次爭議中完全沒有任何的錯誤和問題。
不過媒體評論人鍾年晃指出悠遊卡公司的定位屬於民營公司，官股只佔其中的40%左右，因此其所發行的限量卡屬於商業行為，在沒有違反發卡辦法的情況下臺北市議會議員不需要特別批評；同時他也強調相較於即將上市的兩張照片，在路上便可以毫無限制地見到更為裸露、猥褻、更引人暇思的圖像。
獨立樂團拷秋勤則在Facebook上列舉17項臺灣藝人爭議事件，藉此暗中諷刺臺灣本身的藝人素質差並且亦有酒店、援交、夜店等行業存在，然而有許多人仍然繼續批評在日本合法且敬業的職業AV女優。

### 公司結構
前柯文哲競選辦公室政策部總監張景森在Facebook上指出，悠遊卡公司實際上屬於私人公司，公股和財團股份分別佔40%與60%，然而悠遊卡公司仍然可以壟斷臺北捷運、臺北市市區公車等電子票券，從而經營小額現金卡業務。對此他認為，悠遊卡公司利用政府資源替財團賺錢，相對地臺北市政府僅獲得一小部分獲利。
柯文哲則表示，悠遊卡公司基本上是一半公營、一半民營的結構，主要是利用臺北捷運壟斷事業的基礎上架構經營，而當前悠遊卡的業務量亦跟臺北市政府的推動有密切關係。對此他則曾經告訴戴季全在這幾年盡可能擴充營業額，但是不要增加主要被財團取得的營利金額，避免過高的獲利反而引起爭議。
之後柯文哲更表示，以純粹商業行銷的角度來看，花費新臺幣45萬元便使臺灣報紙報導一個禮拜並在社會引起許多討論，這時如果悠遊卡公司是全部民營的公司將會是成功的行銷手法，然而當其是公營的公司時則有可能受到臺北市議會監督，進而可能引發上級機關的政治危機。
民主進步黨籍臺北市議員王威中則質疑，悠遊卡公司聘請攝影師拍照，所拍出來的成品卻沒有能夠使用的照片，導致後來傳出照片實際上是使用色情片封面，認為除了管理問題、甚至懷疑其中是否涉及貪污或不法；同時他還批評，他向悠遊卡公司調閱資料，要求說明波多野結衣悠遊卡整個企劃案所花費的資金，悠遊卡公司卻以機密為由拒絕提供。